# Strona (językoznawstwo)
Strona (diateza)  – kategoria gramatyczna, która sygnalizuje różnice w hierarchizacji argumentów predykatu wyrażane za pomocą środków formalnych, tj. składniowych i morfologicznych.

## Kategoria strony w perspektywie typologicznej
Podstawą dla szerokiej, typologicznie umotywowanej definicji kategorii stron jest obserwacja, że istnieje pewna naturalna hierarcha argumentów czasownika, z których jeden (typowo: role semantyczne agensa oraz doświadczającego; ogólnie argument ten jest zwany aktorem) zajmuje najbardziej eksponowaną pozycję: pozycję podmiotu. W stronie biernej ten argument jest albo usuwany całkowicie, albo degradowany na mniej eksponowaną, nieobligatoryjną pozycję.
Kot jest myty
albo przesuwany na mniej eksponowaną pozycję
Kot jest myty przez Karolinę.
Przyjmuje się, że aby jakąś konstrukcję dowolnego języka można było unać za stronę bierną, powinna ona spełniać następujące kryteria:
1. Forma czasownika jest utworzona za pomocą środków morfologicznych ze strony czynnej.
2. Aktor albo nie jest wyrażony, albo jest wyrażony we frazie nieobligatoryjnej.
3. Jeśli zdanie w ogóle ma podmiot, to nie jest on aktorem.
4. Konstrukcja bierna jest w pewien sposób ograniczona pod względem dystrybucji w porównaniu z konstrukcją czynną.
5. Znaczenie zdania pozostaje niezmienione względem zdania w stronie biernej, w szczególności liczba uczestników opisywanego zdarzenia jest w obu stronach identyczna. Pozwala to odróżnić stronę bierną od czasowników opisujących sytuacje samoistne (typu Drzwi (same) się otwarły wobec Ktoś otwarł drzwi.

Jak z wyżej wymienionych kryteriów wynika, na stronę składają się dwie operacje składniowe dezagentyzacja i (ewentualnie) przeniesienie jednego z argumentów (prototypowo patiensa) do pozycji podmiotu. Weźmy następujące zdania: 
1. Talerze są myte przez męża
2. Talerze są myte
3. Talerze się myją
4. Myje się talerze
5. Myto talerze

W zdaniach 2–5 agens się w ogóle nie pojawia w zdaniu, w zdaniu 1 agens został zdegradowany w pozycji we frazie z przyimkiem przez, mamy więc w zdaniach 1–5 do czynienia z dezagnetyzacją. Z kolei w zdaniach 1–3 oprócz dezagentyzacji nastąpiło przesunięcie patiensa (talerze) do pozycji podmiotu. O ile promocja argumentu jest warunkowana dezagentyzacją (agens „musi zrobić miejsce” patiensowi), o tyle dezagentyzacja jest możliwa bez promocji argumentu. 

### Ograniczenia w tworzeniu strony biernej
Języki dopuszczają przeniesienie do pozycji podmiotu różnych argumentów: język polski jest skrajnie restrykcyjny (przenieść można tylko dopełnienie bliższe), w innych językach można przenieść dopełnienie dalsze, np. w języku angielskim:
John gave Mary a book → Mary was given a book,
a nawet argument z frazy przyimkowej
They talked about the problem. → The problem was talked about.
Z kolei w m.in. w niemieckim i łacinie można utworzyć stronę bierną od czasowników nieprzechodnich:
Sic itur ad astra dosł. „Tak jest chodzone do gwiazd”, polski odpowiednik tak idzie się do gwiazd
Es wurde getanzt dosł. „Było tańczone”, polski odpowiednik tańczono.

### Antypassivum
Strona antypasywna występuje w językach ergatywnych. To rodzaj strony gramatycznej, która albo nie zawiera dopełnienia, albo zawiera dopełnienie w  przypadku zależnym. Konstrukcja ta jest podobna do strony biernej, pod tym względem, że zmniejsza liczbę argumentów czasownika o jeden. O ile w stronie  biernej dzieje się to przez poprzez degradację (usunięcie) agensa i promocję patiensa tak, aby stał się podmiotem w  stronie biernej, o tyle w stronie antypasywnej dzieje się to poprzez degradację (usunięcie) patiensa i promocję agensa, tak by  stał się on dopełnieniem konstrukcji antypasywnej.

## Kategoria strony w różnych językach

### Język polski
W języku polskim tradycyjnie wyróżniano trzy strony:
1. strona czynna: podmiot jest wykonawcą czynności, dopełnienie jest odbiorcą czynności. Przykłady: Kot pije mleko. Karolina myje kota.
2. strona bierna: podmiot jest odbiorcą czynności, dopełnienie jest wykonawcą czynności. Przykłady: Mleko jest pite przez kota. Kot jest myty przez Karolinę
3. strona zwrotna: podmiot jest zarówno wykonawcą, jak i odbiorcą czynności. Przykład: Tata się myje.

Zasada tworzenia form poszczególnych stron jest następująca:
1. odmieniony czasownik
2. odmieniony czasownik być, bywać, zostać lub zostawać + imiesłów przymiotnikowy bierny utworzony od czasownika
3. odmieniony czasownik + zaimek zwrotny się.

Współczesne ujęcia nie przyjmują istnienia „strony zwrotnej”, ponieważ nie zachodzi w niej dezagentyzacja, jedynie zaimek zwrotny się sygnalizuje tożsamość agensa i patiensa (por. Ojciec myje siebie samego, Ojciec myje talerze). 

### Inne języki
W języku łacińskim oraz greckim istnieje grupa czasowników zwanych verba deponentia występujących formalnie w stronie biernej, ale mających znaczenie czynne.